# Larvivora brunnea
El ruiseñor indio (Larvivora brunnea) es una especie de ave paseriforme de la familia Muscicapidae propia de las montañas del sur de Asia. Anteriormente se clasificaba en la familia Turdidae. Es un pájaro migratorio que cría en el Himalaya y las montañas aledañas, y pasa el invierno en el este y sur del subcontinente indio, incluida Sri Lanka.

## Taxonomía
El ruiseñor indio fue descrito en 1837 por el naturalista británico Brian Houghton Hodgson, que lo clasificó en el género Larvivora, pero posteriormente fue trasladado al género Luscinia donde estuvo situado mucho tiempo. Un amplio estudio filógenético publicado en 2010 desveló que Luscinia no era monofilético. Por ello el género fue escindido y varias especies, entre ellas el ruiseñor indio, fueron trasladas al restaurado género Larvivora. Los parientes más cercanos a Larvivora son las especies del género Brachypteryx.

## Descripción

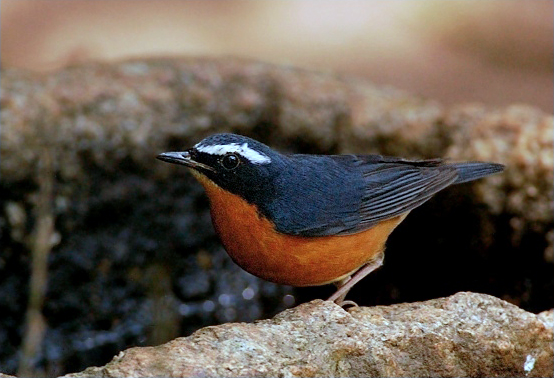
Macho en primavera.

El ruiseñor indio mide alrededor de 15 cm de largo, de tamaño similar al pechiazul. El macho adulto tiene las partes superiores de color azul y las inferiores de color canela anaranjado. Presenta una prominente lista superciliar blanca que contrasta con los laterales del rostro que son negros. El negro del rostro puede extenderse a los laterales del cuello y los flancos del pecho. Su bajo vientre y la parte inferior de su cola son blanquecinos. En cambio, la hembra es de color pardo oliváceo en las partes inferiores y tienen las inferiores y los flancos anteados, con vientre blanquecino. Presenta un anillo ocular claro y el obispillo canela.
Los juveniles son de color pardo con motas anteadas.

## Distribución y hábitat
La subespecie nominal cría en el Himalaya y sus estribaciones desde el noreste de Afganistán hasta el centro de China. Migra a los Ghats orientales y sus alrededores así como a las montañas del sur de la India y de Sri Lanka para pasar el invierno. La subespecie wickhami cría en los montes Chin en el oeste de Birmania, y se cree que no migra.
Su hábitat natural suele ser los bosques montanos densos y oscuros con sotobosque y hojarasca.

## Comportamiento y ecología
El ruiseñor indio es insectívoro y se alimenta principalmente en el suelo. Merodea entre el sotobosque y salta por el suelo, con frecuencia agitando y desplegando su cola.
Su época de cría es de mayo a julio. Anida en el suelo en una depresión o entre las raíces de un árbol, donde sitúa su nido en forma de cuenco. Está hecho con materia vegetal y con el interior forrado con raíces, pelo y plumón. La puesta normal consta de cuatro huevos de color azul claro. La hembra es la única encargada de la incubaición, y ambos miembros de la pareja alimentan a los polluelos.
Esta especie llega a sus cuarteles reproductores del Himalaya en mayo y los han avandonado en septiembre. La migración hacia el sur empieza en agosto. Durante su migración pueden encontrase en pasada en toda la India. En invierno se encuentran principalmente en los bosques montanos del sur de la India, los Ghats orientales y Sri Lanka. Suelen llegar allí a mediados de septiembre y avandonan sus cuarteles invernales a mediados de abril. En un censo en las montañas Nilgiri indica que los machos son más abundantes que las hembras, lo que indica que el periodo de migración de machos y hembras es diferente o que sus zonas de invernada difieren. En Point Calimere son capturados regularmente durante octubre y noviembre en su migración de retorno de Sri Lanka, pero raramente en la dirección hacia el sur, lo que indica que deben seguir rutas diferentes según la época del año.
También cantan y emiten llamadas en sus cuarteles de invierno. Su cantos consiste en una serie repentina y de silbidos agudos que terminan en una serie de notas rápidas. También pian de forma aguda como llamada de alarma.